# Kisei 2023
Il Kisei 2023 è la 47ª edizione del torneo goistico giapponese Kisei. Il torneo è iniziato il 10 febbraio 2022 e si è concluso il 10 marzo 2023.

## Fase preliminare
- W indica vittoria col bianco
- B indica vittoria col nero
- X indica la sconfitta
- +R indica che la partita si è conclusa per abbandono
- +N indica lo scarto dei punti a fine partita

### Lega C
La Lega C comprendeva 32 giocatori che si sono affrontati in cinque turni di gioco. Il vincitore è stato Yu Otake che si è qualificato per gli ottavi di finale del torneo degli sfidanti ed è stato promosso alla Lega B dell'edizione successiva. Anche Wu Boyi, Yoshihiro Koike, Koyu Tanaka, Cho Zuiketsu e Cho Riyu hanno ottenuto la promozione alla Lega B.

### Lega B1
| Giocatore       | C.U.  | Y.M.  | T.S.  | A.F. | Y.H.  | S.N.  | O.M. | K.Y. | Risultato | Note                                                |
| --------------- | ----- | ----- | ----- | ---- | ----- | ----- | ---- | ---- | --------- | --------------------------------------------------- |
| Cho U           | –     | B+2,5 | W+2,5 | X    | W+R   | X     | bye  | B+R  | 5-2       | Promosso alla Lega A del Kisei 2024                 |
| Yuta Matsura    | X     | -     | X     | W+R  | X     | X     | X    | W+R  | 2-5       | Retrocesso alla Lega C del Kisei 2024               |
| Taiki Seto      | X     | W+R   | -     | X    | X     | B+4,5 | W+R  | B+R  | 4-3       |                                                     |
| Akihiko Fujita  | W+0,5 | X     | W+0,5 | -    | B+4,5 | W+R   | B+R  | W+R  | 6-1       | Qualificato al playoff per il torneo degli sfidanti |
| Yuichi Hirose   | X     | W+R   | B+R   | X    | -     | B+R   | W+R  | W+R  | 5-2       |                                                     |
| Sakiya Numadate | W+0,5 | B+R   | X     | X    | X     | -     | B+R  | W+R  | 4-3       |                                                     |
| O Meien         | X     | W+1,5 | X     | X    | X     | X     | -    | X    | 1-6       | Retrocesso alla Lega C del Kisei 2024               |
| Kimio Yamada    | X     | X     | X     | X    | X     | X     | W+R  | -    | 1-6       | Retrocesso alla Lega C del Kisei 2024               |

### Lega B2
| Giocatore         | N.Y.  | S.S. | K.M.  | T.A.  | R.K.  | S.Y.  | H.Y.   | A.I. | Risultato | Note                                                |
| ----------------- | ----- | ---- | ----- | ----- | ----- | ----- | ------ | ---- | --------- | --------------------------------------------------- |
| Norimoto Yoda     | –     | X    | W+4,5 | B+R   | W+R   | X     | X      | X    | 3-4       |                                                     |
| Shinji Suzuki     | B+2,5 | -    | W+R   | B+0,5 | W+4,5 | B+2,5 | W+R    | B+R  | 7-0       | Qualificato al playoff per il torneo degli sfidanti |
| Katsuya Motoki    | X     | X    | -     | W+R   | X     | X     | B+R    | X    | 2-5       | Retrocesso alla Lega C del Kisei 2024               |
| Toshimasa Adachi  | X     | X    | X     | -     | X     | W+4,5 | B+R    | W+R  | 3-4       |                                                     |
| Rin Kanketsu      | X     | X    | W+R   | B+0,5 | -     | W+1,5 | B+23,5 | X    | 4-3       |                                                     |
| Satoshi Yuki      | B+0,5 | X    | B+R   | X     | X     | -     | W+3,5  | X    | 3-4       | Retrocesso alla Lega C del Kisei 2024               |
| Hiroshi Yamashiro | W+2,5 | X    | X     | X     | X     | X     | -      | X    | 1-6       | Retrocesso alla Lega C del Kisei 2024               |
| Atsushi Ida       | B+2,5 | X    | B+R   | X     | B+2,5 | W+R   | B+6,5  | -    | 5-2       | Promosso alla Lega A del Kisei 2024                 |

### Lega A
| Giocatore       | R.K.  | K.Y. | R.O.  | N.H. | M.S. | T.S.  | S.Y. | A.H.  | Risultato | Note                                                      |
| --------------- | ----- | ---- | ----- | ---- | ---- | ----- | ---- | ----- | --------- | --------------------------------------------------------- |
| Rin Kono        | –     | X    | X     | B+R  | W+R  | X     | W+R  | B+1,5 | 4-3       | Promosso alla Lega S del Kisei 2024                       |
| Keigo Yamashita | W+R   | -    | B+R   | W+R  | X    | W+1,5 | B+R  | W+4,5 | 6-1       | Qualificato ai quarti di finale del torneo degli sfidanti |
| Ryuhei Onishi   | B+0,5 | X    | -     | B+R  | X    | X     | X    | B+1,5 | 3-4       | Retrocesso alla Lega B del Kisei 2024                     |
| Naoki Hane      | X     | X    | X     | -    | B+R  | W+0,5 | X    | W+R   | 3-4       | Retrocesso alla Lega B del Kisei 2024                     |
| Makoto Son      | X     | W+R  | B+R   | X    | -    | X     | W+R  | B+R   | 4-3       |                                                           |
| Tatsuya Shida   | W+R   | X    | W+6,5 | X    | W+R  | -     | X    | W+R   | 4-3       |                                                           |
| So Yokoku       | X     | X    | B+9,5 | W+R  | X    | W+0,5 | -    | B+R   | 4-3       |                                                           |
| Akiyoshi Hon    | X     | X    | X     | X    | X    | X     | X    | -     | 0-7       | Retrocesso alla Lega B del Kisei 2024                     |

### Lega S
| Giocatore        | I.Y. | Y.Z.  | D.M.  | S.T. | T.S. | K.K. | Risultato | Note                                                  |
| ---------------- | ---- | ----- | ----- | ---- | ---- | ---- | --------- | ----------------------------------------------------- |
| Iyama Yuta       | –    | W+1,5 | B+1,5 | X    | X    | X    | 2-3       |                                                       |
| Yu Zhengqi       | X    | -     | W+R   | X    | X    | X    | 1-4       | Retrocesso alla Lega A del Kisei 2024                 |
| Daisuke Murakawa | X    | X     | -     | X    | X    | W+R  | 1-4       | Retrocesso alla Lega A del Kisei 2024                 |
| Shinji Takao     | W+R  | B+R   | W+R   | -    | X    | X    | 3-2       | Qualificato alla semifinale del torneo degli sfidanti |
| Toramaru Shibano | W+R  | B+R   | W+R   | B+R  | -    | W+R  | 5-0       | Qualificato alla finale del torneo degli sfidanti     |
| Kyo Kagen        | B+R  | W+R   | X     | W+R  | X    | -    | 3-2       |                                                       |

## Fase finale

### Playoff Lega B1 e B2
I due vincitori dei gruppi B1 e B2 si sfidano per avanzare al turno successivo.

### Torneo degli sfidanti
- Yu Otake ha ottenuto la qualificazione agli ottavi di finale in quanto vincitore della Lega C
- Shinji Suzuki ha ottenuto la qualificazione agli ottavi di finale in quanto vincitore dello spareggio tra i primi classificati della Lega B1 e B2 contro Akihiko Fujita.
- Keigo Yamashita ha ottenuto la qualificazione diretta ai quarti di finale in quanto vincitore della Lega A
- Shinji Takao ha ottenuto la qualificazione diretta alle semifinali in quanto secondo classificato della Lega S
- Toramaru Shibano ha ottenuto la qualificazione diretta alla finale in quanto vincitore della Lega S

|  | Ottavi di finale | Ottavi di finale | Ottavi di finale |  |  | Quarti di finale | Quarti di finale | Quarti di finale |   |                 | Semifinali      | Semifinali      | Semifinali |  |  | Finale | Finale | Finale |
|  |                  |                  |                  |  |  |                  |                  |                  |   |                 |                 |                 |            |  |  |        |        |        |
|  | Yu Otake         | Yu Otake         | B+1,5            |  |  |                  |                  |                  |   |                 |                 |                 |            |  |  |        |        |        |
|  | Shinki Suzuki    | Shinki Suzuki    |                  |  |  | Yu Otake         | Yu Otake         |                  |   |                 |                 |                 |            |  |  |        |        |        |
|  |                  |                  |                  |  |  | Keigo Yamashita  | Keigo Yamashita  | W+0,5            |   |                 |                 |                 |            |  |  |        |        |        |
|  |                  |                  |                  |  |  |                  |                  |                  |   | Keigo Yamashita | Keigo Yamashita | B+R             |            |  |  |        |        |        |
|  |                  |                  |                  |  |  |                  | Shinji Takao     |                  |   |                 |                 |                 |            |  |  |        |        |        |
|  |                  |                  |                  |  |  |                  |                  |                  |   |                 |                 |                 |            |  |  |        |        |        |
|  |                  |                  |                  |  |  |                  |                  |                  |   |                 |                 |                 |            |  |  |        |        |        |
|  |                  |                  |                  |  |  |                  |                  |                  |   |                 | Keigo Yamashita | Keigo Yamashita | 1          |  |  |        |        |        |
|  |                  |                  |                  |  |  |                  | Shibano Toramaru | Shibano Toramaru | 1 |                 |                 |                 |            |  |  |        |        |        |
|  |                  |                  |                  |  |  |                  |                  |                  |   |                 |                 |                 |            |  |  |        |        |        |
|  |                  |                  |                  |  |  |                  |                  |                  |   |                 |                 |                 |            |  |  |        |        |        |
|  |                  |                  |                  |  |  |                  |                  |                  |   |                 |                 |                 |            |  |  |        |        |        |
|  |                  |                  |                  |  |  |                  |                  |                  |   |                 |                 |                 |            |  |  |        |        |        |
|  |                  |                  |                  |  |  |                  |                  |                  |   |                 |                 |                 |            |  |  |        |        |        |
|  |                  |                  |                  |  |  |                  |                  |                  |   |                 |                 |                 |            |  |  |        |        |        |
|  |                  |                  |                  |  |  |                  |                  |                  |   |                 |                 |                 |            |  |  |        |        |        |

## Finale
La finale è una sfida al meglio delle sette partite, da disputarsi tra il detentore del titolo, Ryo Ichiriki e lo sfidante Shibano Toramaru qualificato tramite il processo di selezione.